# Spilosoma moerens
Spilosoma moerens är en fjärilsart som beskrevs av Butler 1885. Spilosoma moerens ingår i släktet Spilosoma och familjen björnspinnare. Inga underarter finns listade i Catalogue of Life.